# ウルン・タシュ
ウルン・タシュ（モンゴル語: Өрөндаш, Ürüng-daš、中国語: 玉龍答失、? - 1267年）は、モンゴル帝国第4代皇帝モンケ・カアンの息子。『元史』などの漢文史料では玉龍答失、『集史』などのペルシア語史料ではاورنگتاش (Ūrung tāsh) と記される。

## 概要
ウルン・タシュはモンケの正室であるイキレス氏のブトゥ・キュレゲンの娘のクトクタイ・ハトゥンより生まれ、同母兄にはバルトゥがいた。
南宋攻略の司令官に起用した弟のクビライの方針に不満を抱いたモンケは1256年、クビライを一旦更迭し、自ら軍を率いて南宋に侵攻することを決定した。遠征軍を率いたモンケは1257年の冬、ゴビ沙漠を越えて玉龍棧に至り、そこで叔父のクビライ、アリクブケと、兄弟のバルトゥ、シリギらとともにウルン・タシュがカアンを迎え宴会を催した。一方、『集史』ではモンケよりカラコルムの留守部隊を率いるアリクブケの下に留まるよう命ぜられたことが記録されており、モンケの親征中はアリクブケと行動を共にしていた。
1259年、モンケが遠征途上で病死すると、次代のカアン位を巡って争いが生じた。トルイの嫡系の中ではフレグは遠く西アジアにいるため争いに加われず、モンケの諸子は若すぎるために除外され、結果としてモンケの弟のクビライとアリクブケとの間で帝位継承戦争が行われることとなった。アリクブケはカラコルム残留部隊を指揮しており、モンケ政権を引き継ぐ立場にあったため、ウルン・タシュ、シリギ、アスタイらモンケの諸子はアリクブケ側に立って参戦した。
モンケの嫡長子であるバルトゥは父に先立って亡くなっていたため、この頃にはバルトゥの同母弟で嫡出のウルン・タシュがモンケ・ウルスの当主であると見なされていた。帝位継承戦争中、ウルン・タシュはモンケ・ウルスの領地であるハンガイ山西部、ザブハン川流域にいたことが記されている。しかし東方三王家や五投下を味方につけたクビライ勢力にアリクブケ勢力は押され、シムルトゥ・ノールの戦いでの敗戦が決定打となって、アリクブケは中統5年（1264年）にウルン・タシュ、シリギ、アスタイらモンケの諸子とともにクビライに降伏した。
至元2年（1265年）にはウルン・タシュの率いるモンケ・ウルスの部民に2千石が支給され、至元3年（1266年）にはクビライによって衛輝路がウルン・タシュの分地とされた。この分地はウルン・タシュ個人に対してではなくモンケ・ウルス全体に対して行われたもので、以後衛輝路はモンケ・ウルス全体の華北投下領として扱われる。
至元3年はカイドゥの乱が起こった年であり、最初に攻撃を受けたのはウルン・タシュに属するモンゴリア西部バアリン部のノヤンであった。衛輝路の分地はカイドゥの侵攻の最前線となるモンゴリア西部のモンケ・ウルスを懐柔する目的があったと考えられる。至元4年（1267年）にもウルン・タシュに対して銀5千両、幣300の下賜があったことが記録されている。
至元4年以降、ウルン・タシュに関する記述はなくなっており、この頃亡くなったものと見られる。至元5年（1268年）にはウルン・タシュの庶弟のシリギが河平王に封ぜられており、子孫を残さずに亡くなったウルン・タシュの後にモンケ・ウルス当主になったようである。

## 子孫
『元史』では、ウルン・タシュに撒里蛮と衛王完沢という息子がいたことが記されている。『集史』では、ウルン・タシュには2人の子供がいたが、2人とも子を残さず早くに亡くなったと記す。2人の子供の名前について、片方はساربانSārbān（撒里蛮）とするものの、もう片方については欠落している。ティムール朝時代に編纂された『高貴系譜』ではもう一人の息子の名をモンケ・テムルとするが、かなり後の編纂物であるため信憑性は低い。また、衛王完沢（オルジェイ）について『集史』はアスタイの息子としており、『元史』食貨志においてもオルジェイが当主であった時代の歳賜がアスタイ家名義でなされていることから、オルジェイはアスタイの息子とするのが正しいとされている。
ウルン・タシュの息子として唯一確認されるサルバンは、シリギの乱における首謀者として活躍した。サルバンの子孫については記述がないため、ウルン・タシュの家系は断絶したものと見られる。シリギの乱以後、叛乱の首謀者であったウルン・タシュ家・シリギ家に代わってアスタイ家がモンケ・ウルスの中心となった。

## モンケ家の系図
- モンケ・カアン…トルイの長男で、モンケ・ウルスの創始者。
  - バルトゥ（Baltu,班禿／بالتوBāltū）…モンケの正室クトクタイ・ハトゥンより生まれた長男。モンケより早くに亡くなった。
    - トレ・テムル（Töre-temür,توراتیمورTūlā tīmūr）…ペルシア語史料ではバルトゥの息子とされるが『元史』には記述がなく、事蹟も明らかとなっていない。

  - ウルン・タシュ（Ürüng-daš,玉龍答失／اورنگتاشŪrung tāsh）…モンケの次男で、第2代モンケ・ウルス当主。
    - サルバン（Sarban,撒里蛮／ساربانSārbān）…ウルン・タシュの息子。

  - シリギ（Sirigi,昔里吉شیرکیShīrkī）…モンケの庶子で、第3代モンケ・ウルス当主。
    - ウルス・ブカ（Ulus-buqa,兀魯思不花王／اولوس بوقا）…シリギの息子で、第4代モンケ・ウルス当主。
      - コンコ・テムル（Qongqo-temür,并王晃火帖木児／قونان تیمورQūnān tīmūr）…ウルス・ブカの息子
        - チェリク・テムル（Čerik-temür,徹里帖木児）…コンコ・テムルの息子で、第7代モンケ・ウルス当主。

      - テグス・ブカ（Tegüs-buqa,武平王帖古思不花）…ウルス・ブカの息子、コンコ・テムルの弟で、第2代武平王。

    - トレ・テムル（Töre-temür,توراتیمورTūlā tīmūr）…シリギの息子。
    - トゥメン・テムル（Tümen-temür,武平王禿満帖木児／تومان تیمورTūmān tīmūr）…シリギの息子で、初代武平王。

  - アスタイ（Asudai,阿速歹／آسوتای）…モンケの庶子
    - オルジェイ（Ölǰei,衛王完沢／اولجایŪljāī）…アスタイの息子で、第5代モンケ・ウルス当主。
      - チェチェクトゥ（Čečektu,郯王徹徹禿）…オルジェイの息子で、第6代モンケ・ウルス当主。

    - フラチュ（Hulaču,忽剌出／هولاچوHūlāchū）…アスタイの息子。
    - ハントム（Hantom,هنتوم／Hantūm）…アスタイの息子。